# Trichopenthea macularia
Trichopenthea macularia är en skalbaggsart som först beskrevs av Francis Polkinghorne Pascoe 1867.  Trichopenthea macularia ingår i släktet Trichopenthea och familjen långhorningar. Inga underarter finns listade i Catalogue of Life.